# Ізбиця (Поморське воєводство)
Ізбиця (пол. Izbica, нім. Giesebitz) — село в Польщі, у гміні Ґлувчиці Слупського повіту Поморського воєводства.
Населення — 284 особи (2011).
У 1975-1998 роках село належало до Слупського воєводства.

## Демографія
Демографічна структура станом на 31 березня 2011 року:
|          | Загалом | Допрацездатний вік | Працездатний вік | Постпрацездатний вік |
| -------- | ------- | ------------------ | ---------------- | -------------------- |
| Чоловіки | 143     | 40                 | 94               | 9                    |
| Жінки    | 141     | 30                 | 88               | 23                   |
| Разом    | 284     | 70                 | 182              | 32                   |